# 瀧澤晃頼
瀧澤 晃頼（たきざわ あきより、1994年11月22日 - ）は、日本のプロレスラー。

## 来歴
中学の時に地元・長野県を拠点に活動する社会人プロレス団体・信州プロレスに出会い、入団を決意。高校時代はレスリングに励み、インターハイ出場の実績を持つ。
2013年4月に信州プロレスに入団し、4月27日の「信州プロレスアリーナ定期戦　イカ好きんちゃん。シリーズ vol.1」でNOZAWANA論外のリングネームでデビュー果たす。
2015年4月25日をもって信州プロレスを退団。
その後ASUKA PROJECTに練習生として入寮し、9月30日の新宿FACE大会で再デビュー。
2017年1月22日、十嶋くにおの欠場により急遽KAIENTAI DOJOに参戦。TAKAみちのくとのシングルを行う。
所属していたASUKA PROJECTが2019年3月18日の後楽園ホール大会をもって解散。以後はプロレスリングBASARAにレギュラー参戦するなど、フリーとして活動していたが、2021年1月16日「TTTプロレスリング」に入団。

## 得意技
- チルト3
- スレンテン
- バイシクルキック

## タイトル歴
- TTT認定インディー統一無差別級王座
- TTT認定インディー統一タッグ王座
- TTT認定インディー統一6人タッグ王座
- GWC認定6人タッグ王座
- UWA世界6人タッグ王座

## 入場テーマ曲
- Top a Top（Tach-B）

## 人物
- 憧れの選手はNOSAWA論外であり[4]、信州プロレスでのリングネーム・NOZAWANA論外もNOSAWAからとったものである。
- 信州プロレス所属時のキャッチコピーは「野沢菜大好き」[1]。しかし、実際に好きなのかどうかは不明である。
- チョコボールの銀のエンゼルを10個集めた経験がある[1]。